# Diaminopirimidina

2,4-Diaminopirimidina.

Las diaminopirimidinas son fármacos que inhiben la síntesis de folato en la bacteria mediante la interacción con la enzima dihidrofolato-reductasa (encargada de pasar de folato a ácido tetrahidrofólico para poder sintetizar bases del ADN).
Son de absorción oral muy rápida y muy hidrosolubles.
Su distribución en el organismo es muy amplia (llegan al feto) y se quedan unidas a los tejidos.
Su metabolismo es hepático y su eliminación, renal (un 80% sin eliminar).
Se usan normalmente como potenciadoras de las sulfamidas unidas a ellas en una relación 5:1. Así se obtienen las sulfamidas potenciadas (pocos efectos tóxicos y de amplio espectro).
Ejemplos de diaminopirimidinas usados en veterinaria y en humanos es la Trimetoprima que se vende en comprimidos y suspensiones junto con el antibiótico sulfametoxazol, otro es la Pirimetamina.
- Datos: Q409994